# Halosydnella punctulata
Halosydnella punctulata är en ringmaskart som först beskrevs av Grube 1856.  Halosydnella punctulata ingår i släktet Halosydnella och familjen Polynoidae. Inga underarter finns listade i Catalogue of Life.